# The Voice USA
 Der er for få eller ingen kildehenvisninger i denne artikel, hvilket er et problem. Du kan hjælpe ved at angive troværdige kilder til de påstande, som fremføres i artiklen.

The Voice USA er en amerikansk reality-sangkonkurrence der er baseret på konceptet The Voice of Holland. Vinderen af konkurrencen modtager en pladekontrakt med Universal Music. Første sæson havde premiere den 26. april 2011 på NBC.

## Sæsonoverblik
Team Adam

     Team Christina

     Team CeeLo

     Team Blake

     Team Usher

     Team Shakira

     Team Pharrell

     Team Gwen

     Team Alicia

     Team Miley

     Team Jennifer

     Team Kelly

     Team John

     Team Nick

     Team Ariana

     Team Camilla

     Team Niall

     Team Chance

     Team Reba

     Team Dan + Shay

     Team Bublé

     Team Snoop

     Team Kelsea

| Sæson | Premieredato       | Finaledato        | Vinder            | Andenplads        | Tredjeplads          | Fjerdeplads          | Femteplads     | Vindende coach     | Værter                       | Coaches                                                        |
| ----- | ------------------ | ----------------- | ----------------- | ----------------- | -------------------- | -------------------- | -------------- | ------------------ | ---------------------------- | -------------------------------------------------------------- |
| 1     | 26. april 2011     | 29. juni 2011     | Javier Colon      | Dia Frampton      | Beverly McClellan    | N/A                  | N/A            | Adam Levine        | Carson Daly Alison Haislip   | Adam Levine CeeLo Green Christina Aguilera Blake Shelton       |
| 1     | 26. april 2011     | 29. juni 2011     | Javier Colon      | Dia Frampton      | Vicci Martinez       | N/A                  | N/A            | Adam Levine        | Carson Daly Alison Haislip   | Adam Levine CeeLo Green Christina Aguilera Blake Shelton       |
| 2     | 5. februar 2012    | 8. maj 2012       | Jermaine Paul     | Juliet Simms      | Tony Lucca           | Chris Mann           | N/A            | Blake Shelton      | Carson Daly Christina Milian | Adam Levine CeeLo Green Christina Aguilera Blake Shelton       |
| 3     | 10. september 2012 | 18. december 2012 | Cassadee Pope     | Terry McDermott   | Nicholas David       | N/A                  | N/A            | Blake Shelton      | Carson Daly Christina Milian | Adam Levine CeeLo Green Christina Aguilera Blake Shelton       |
| 4     | 25. marts 2013     | 18. juni 2013     | Danielle Bradbery | Michelle Chamuel  | The Swon Brothers    | N/A                  | N/A            | Blake Shelton      | Carson Daly Christina Milian | Adam Levine Shakira Usher Blake Shelton                        |
| 5     | 23. september 2013 | 17. december 2013 | Tessanne Chin     | Jacquie Lee       | Will Champlin        | N/A                  | N/A            | Adam Levine        | Carson Daly                  | Adam Levine CeeLo Green Christina Aguilera Blake Shelton       |
| 6     | 24. februar 2014   | 20. maj 2014      | Josh Kaufman      | Jake Worthington  | Christina Grimmie    | N/A                  | N/A            | Usher              | Carson Daly                  | Adam Levine Shakira Usher Blake Shelton                        |
| 7     | 22. september 2014 | 16. december 2014 | Craig Wayne Boyd  | Matt McAndrew     | Chris Jamison        | Damien Lawson        | N/A            | Blake Shelton      | Carson Daly                  | Adam Levine Gwen Stefani Pharrell Williams Blake Shelton       |
| 8     | 23. februar 2015   | 19. maj 2015      | Sawyer Fredericks | Meghan Linsey     | Joshua Davis         | Koryn Hawthorne      | N/A            | Pharrell Williams  | Carson Daly                  | Adam Levine Pharrell Williams Christina Aguilera Blake Shelton |
| 9     | 21. september 2015 | 15. december 2015 | Jordan Smith      | Emily Ann Roberts | Barrett Baber        | Jeffrey Austin       | N/A            | Adam Levine        | Carson Daly                  | Adam Levine Gwen Stefani Pharrell Williams Blake Shelton       |
| 10    | 29. februar 2016   | 24. maj 2016      | Alisan Porter     | Adam Wakefield    | Hannah Huston        | Laith Al-Saadi       | N/A            | Christina Aguilera | Carson Daly                  | Adam Levine Pharrell Williams Christina Aguilera Blake Shelton |
| 11    | 19. september 2016 | 13. december 2016 | Sundance Head     | Billy Gilman      | Wé McDonald          | Josh Gallagher       | N/A            | Blake Shelton      | Carson Daly                  | Adam Levine Miley Cyrus Alicia Keys Blake Shelton              |
| 12    | 27. februar 2017   | 23. maj 2017      | Chris Blue        | Lauren Duski      | Aliyah Moulden       | Jesse Larson         | N/A            | Alicia Keys        | Carson Daly                  | Adam Levine Gwen Stefani Alicia Keys Blake Shelton             |
| 13    | 25. september 2017 | 19. december 2017 | Chloe Kohanski    | Addison Agen      | Brooke Simpson       | Red Marlow           | N/A            | Blake Shelton      | Carson Daly                  | Adam Levine Miley Cyrus Jennifer Hudson Blake Shelton          |
| 14    | 26. februar 2018   | 22. maj 2018      | Brynn Cartelli    | Britton Buchanan  | Kyla Jade            | Spensha Baker        | N/A            | Kelly Clarkson     | Carson Daly                  | Adam Levine Kelly Clarkson Alicia Keys Blake Shelton           |
| 15    | 24. september 2018 | 18. december 2018 | Chevel Shepherd   | Chris Kroeze      | Kirk Jay             | Kennedy Holmes       | N/A            | Kelly Clarkson     | Carson Daly                  | Adam Levine Kelly Clarkson Jennifer Hudson Blake Shelton       |
| 16    | 25. februar 2019   | 21. maj 2019      | Maelyn Jarmon     | Gyth Rigdon       | Dexter Roberts       | Andrew Sevener       | N/A            | John Legend        | Carson Daly                  | Adam Levine Kelly Clarkson John Legend Blake Shelton           |
| 17    | 23. september 2019 | 17. december 2019 | Jake Hoot         | Ricky Duran       | Katie Kadan          | Rose Short           | N/A            | Kelly Clarkson     | Carson Daly                  | Gwen Stefani Kelly Clarkson John Legend Blake Shelton          |
| 18    | 24. februar 2020   | 19. maj 2020      | Todd Tilghman     | Toneisha Harris   | Thunderstorm Artis   | CammWess             | Micah Iverson  | Blake Shelton      | Carson Daly                  | Nick Jonas Kelly Clarkson John Legend Blake Shelton            |
| 19    | 19. oktober 2020   | 15. december 2020 | Carter Rubin      | Jim Ranger        | Ian Flanigan         | DeSz                 | Jim Holliday   | Gwen Stefani       | Carson Daly                  | Gwen Stefani Kelly Clarkson John Legend Blake Shelton          |
| 20    | 1. marts 2021      | 25. maj 2021      | Cam Anthony       | Kenzie Wheeler    | Jordan Matthew Young | Rachel Mac           | Victor Solomon | Blake Shelton      | Carson Daly                  | Nick Jonas Kelly Clarkson John Legend Blake Shelton            |
| 21    | 20. September 2021 | 14. December 2021 | Girl Named Tom    | Wendy Moten       | Paris Winningham     | Hailey Mia           | Jershika Maple | Kelly Clarkson     | Carson Daly                  | Ariana Grande Kelly Clarkson John Legend Blake Shelton         |
| 22    | 19. September 2022 | 13. December 2022 | Bryce Leatherwood | Bodie             | Morgan Myles         | Omar Jose Cardona    | Brayden Lape   | Blake Shelton      | Carson Daly                  | Gwen Stefani Camila Cabello John Legend Blake Shelton          |
| 23    | 6 marts 2023       | 23. maj 2023      | Gina Miles        | Grace West        | D.Smooth             | Sorelle              | NOIVAS         | Niall Horan        | Carson Daly                  | Niall Horan Kelly Clarkson Chance the Rapper Blake Shelton     |
| 24    | 25. September 2023 | 19. December 2023 | Huntley           | Ruby Leigh        | Mara Justine         | Jacquie Roar         | Lila Forde     | Niall Horan        | Carson Daly                  | Gwen Stefani Niall Horan John Legend Reba McEntire             |
| 25    | 26. februar 2024   | 21. maj 2024      | Asher HaVon       | Josh Sanders      | Bryan Oleson         | Nathan Chester       | Karen Waldrup  | Reba McEntire      | Carson Daly                  | John Legend Dan + Shay Chance The Rapper Reba McEntire         |
| 26    | 23. September 2024 | 10. December 2024 | Sofronio Vasquez  | Shye              | Sydney Sterlace      | Danny Joseph         | Jeremy Beloate | Michael Bublé      | Carson Daly                  | Michael Bublé Gwen Stefani Reba McEntire Snoop Dogg            |
| 27    | 3. Februar 2025    | 20. Maj 2025      | Adam David        | Jaelen Johnson    | Renzo                | Lucia Flores-Wiseman | Jadyn Cree     | Michael Bublé      | Carson Daly                  | Michael Bublé John Legend Kelsea Ballerini Adam Levine         |

| Sæson | Adam Levine                                                                                                  | Cee Lo Green | Christina Aguilera                                                                                                | Blake Shelton |
| ----- | --- | --- | --- | --- |
| 1     | Javier Collon Caset Weston Devon Barley Jeff Jenkis                                                          | Vicki Martinez Nakia Curtis Grimes The Thompsons Sisters                                                                        | Beverly McClellan Frenchie Davis Lily Elise Raquel Castro                                                         | Dia Frampton Xenia Jared Blake Patrich Thomas                                                                         |
| 2     | Tony Lycca Katrina Parker Mathai Pip Karla Davis Kim Yarbrough                                               | Juliet Simms Jamar Rogers Cheesa James Massone Erin Martin Tony Vincent                                                         | Chris Mann Lindsey Pavao Ashley De La Rosa Jesse Campbell Moses Stone Sera Hill                                   | Jermaine Paul Erin Willet RaeLynn Jordis Unga Charlotte Sometimes Naia Kete                                           |
| 3     | Amanda Brown Melanie Martinez Bryan Keith Loren Allfred Joselyn Rivera                                       | Nicholas David Trevin Hunte Cody Belew MacKenzie Bourg Diego Val                                                                | Dez Duron Slyvia Yacoub Adriana Louise De'Borah Devyn DeLoera                                                     | Cassadee Pope Terry McDermott Micheala Paige Julio Cesar Castillo Liz Davis                                           |
| 4     | Adam Levine                                                                                                  | Shakira | Usher | Blake Shelton |
| 4     | Amber Carrington Judith Hill Sarah Simmons Caroline Glaser                                                   | Sasha Allen Kris Thomas Garret Gardner Karina Iglesias                                                                          | Michelle Chamuel Joshia Hawley VEDO Cathia                                                                        | Danielle Bradbery The Swon Brothers Holly Tucker Justin Rivers                                                        |
| 5     | Adam Levine                                                                                                  | Cee Lo Green | Christina Aguilera                                                                                                | Blake Shelton |
| 5     | Tessanne Chin Will Champlin James Wolpert Grey Preston Pohl                                                  | Carolinne Pennell Kat Robichaud Jonny Gray Amber Nicole Tamara Chauniece                                                        | Jacquie Lee Matthew Schuler Josh Logan Olivia Henken Stephanie Anne Johnson                                       | Cole Vosbury Ray Boudreaux Austin Jenckes Nic Hawk Shelbie Z                                                          |
| 6     | Adam Levine                                                                                                  | Shakira | Usher | Blake Shelton |
| 6     | Christina Grimmie Kat Perkins Delvin Choice                                                                  | Kristen Merlin Tess Boyer Dani Moz                                                                                              | Josh Kaufman Bria Kelly T.J. Wilkins                                                                              | Jake Worthington Audra McLaughlin Sisaundra Lewis                                                                     |
| 7     | Adam Levine                                                                                                  | Gwen Stefani | Pharrell Williams                                                                                                 | Blake Shelton |
| 7     | Matt McAndrew Chris Jamison Damien Mia Pfirman Taylor Phelan                                                 | Taylor John Williams Ryan Sill Anita Antoinette Bryana Salaz Ricky Manning                                                      | Luke Wade DaNica Shirey Sugar Joans Elyjuh René Jean Kelly                                                        | Craig Wayne Boyd Reagan James Jessie Pitts James David Carter Taylor Brashears                                        |
| 8     | Adam Levine                                                                                                  | Pharrell Williams | Christina Aguilera                                                                                                | Blake Shelton |
| 8     | Joshua Davis Deanna Jonhson Brian Jonhson Nathan Hermida Tonya Boyd-Cannon                                   | Sawyer Fredericks Koryn Hawthorne Mia Z Caitlin Caporale Lowell Oakley                                                          | India Carney Kimberley Nichole Rob Taylor Lexi Davila Sonic                                                       | Meghan Linsey Corey Kent White Hannah Kirby Brooke Adee Sarah Potenza                                                 |
| 9     | Adam Levine                                                                                                  | Gwen Stefani | Pharrell Williams                                                                                                 | Blake Shelton |
| 9     | Jordan Smith Amy Vachal Shelby Brown Keith Semple Blaine Mitchell Chance Pena                                | Jeffrey Austin Brainden Sunshine Korin Bukowski Regian Love Viktor Kiraly Ellie Lawrence                                        | Madi Davis Evan McKeel Mark Hood Darius Scott Riley Biderer Celeste Betton                                        | Emily Ann Roberts Barret Baber Zach Seabaugh Morgan Frazier Ivonne Acero Nadjah Nicole                                |
| 10    | Adam Levine                                                                                                  | Pharrell Williams | Christina Aguilera                                                                                                | Blake Shelton |
| 10    | Laith Al-Saadi Shalyah Fearing Owen Danoff Nate Butler Brian Nhira Caroline Burns                            | Hannah Huston Daniel Passino Emily Keener Moushumi Lacy Mandigo Caity Peters                                                    | Alisan Porter Bryan Bautista Nick Hagelin Kata Hay Tamar Davis Ryan Quinn                                         | Adam Wakefield Mary Sarah Paxton Ingram Joe Maye Katie Basden Justin Whisnant                                         |
| 11    | Adam Levine                                                                                                  | Miley Cyrus | Alicia Keys | Blake Shelton |
| 11    | Billy Gilman Josh Gallagher Brendan Fletcher Riley Elmore Simone Gundy                                       | Ali Caldwell Aaron Gibson Darby Walker Belle Jewel Sophia Urista                                                                | Wé McDonald Christian Cuevas Sa'Rayah Josh Halverson Kylie Rothfield                                              | Sundance Head Austin Allsup Courtney Harrell Dana Harper Jason Warrior                                                |
| 12    | Adam Levine                                                                                                  | Gwen Stefani | Alicia Keys | Blake Shelton |
| 12    | Jesse Larson Lilli Passero Mark Isaiah Josh West Hanna Eyre Johnny Hayes                                     | Hunter Plake Brennly Brown Troy Ramey Johnny Gates JChosen Quizz Swanigan                                                       | Chris Blue Vanessa Ferguson Stephanie Rice Ashley Levin Jack Cassidy Anatalia Villaranda                          | Lauren Duski Aliyah Moulden TSoul Aaliyah Rose Felicia Temple Casi Joy                                                |
| 13    | Adam Levine                                                                                                  | Miley Cyrus | Jennifer Hudson                                                                                                   | Blake Shelton |
| 13    | Addison Agen Adam Cunningham Jon Mero                                                                        | Brooke Simpson Ashland Craft Janice Freeman                                                                                     | Noah Mac Davon Fleming Shi'Ann Jones                                                                              | Chloe Kohanski Red Marlow Keisha Renee                                                                                |
| 14    | Adam Levine                                                                                                  | Alicia Keys | Kelly Clarkson | Blake Shelton |
| 14    | Rayshun LaMarr Jackie Verna Sharane Callister Drew Cole Mia Boostrom Reid Umstattd                           | Britton Buchanan Jackie Foster Christiana Danielle Johnny Bliss Kelsea Johnson Terrence Cunningham                              | Brynn Cartelli Kaleb Lee D.R. King Dylan Hartigan Tish Haynes Keys Alexa Cappelli                                 | Kyla Jade Spensha Baker Pryor Baird Gary Edwards Austin Giorgio Wilkes                                                |
| 15    | Adam Levine                                                                                                  | Kelly Clarkson | Jennifer Hudson                                                                                                   | Blake Shelton |
| 15    | Reagan Strange DeAndre Nico Tyke James Kameron Marlow Steve Memmolo Radha                                    | Chevel Shepherd Sarah Grace Kymberli Joye Abby Cates Keith Paluso Zaxai                                                         | Kennedy Holmes MacKenzie Thomas Sandyredd Patrique Fortson Colton Smith Franc West                                | Chris Kroeze Kirk Jay Dave Fenley Natasia GreyCloud Funsho Michael Lee                                                |
| 16    | Adam Levine                                                                                                  | John Legend | Kelly Clarkson | Blake Shelton |
| 16    | LB Crew Mari Betsy Ade Domenic Haynes Kalvin Jarvis Celia Babini Kendra Checketts Rod Stokes Andrew Jannakos | Maelyn Jarmon Shawn Sounds Celia Babini Jacob Maxwell Jimmy Mowery Lisa Ramey Beth Griffith-Manley Julian King Kayslin Victoria | Rod Stokes Jej Vinson Rebecca Howell Matthew Johnson Abby Kasch Presley Tennant Betsy Ade The Bundys Karen Galera | Gyth Rigdon Dexter Roberts Andrew Sevener Carter Lloyd Horne Kim Cherry Oliv Blu Kendra Checketts Selkii Karly Moreno |
| 17    | Kelly Clarkson                                                                                               | Gwen Stefani | John Legend | Blake Shelton |
| 17    | Jake Hoot Hello Sunday Shane Q Max Boyle Damali                                                              | Rose Short Joana Martinez Myracle Holloway Jake HaldenVang Kyndal Inskeep                                                       | Katie Kadan Will Breman Marybeth Byrd Alex Guthrie Khalea Lynee                                                   | Ricky Duran Kat Hammock Cali Wilson Gracee Shriver Ricky Braddy                                                       |
| 18    | Kelly Clarkson                                                                                               | Nick Jonas | John Legend | Blake Shelton |
| 18    | Micah Iverson Megan Danielle Cedrice Mandi Thomas                                                            | Thunderstorm Artis Allegra Miles Roderick Chambers Arei Moon Michael Williams                                                   | CammWess Zan Fiskum Mandi Castillo Mike Jerel                                                                     | Todd Tilghman Toneisha Harris Joanna Serenko Joei Fulco                                                               |
| 19    | Kelly Clarkson                                                                                               | Gwen Stefani | John Legend | Blake Shelton |
| 19    | DeSz Cami Clune Tanner Gomes Madeline Consoer                                                                | Carter Rubin Ben Allen Payge Turner Joseph Soul                                                                                 | John Holiday Tamara Jade Bailey Rae Chloé Hogan                                                                   | Jim Ranger Ian Flanigan Worth The Wait Sid Kingsley Taryn Papa                                                        |
| 20    | Kelly Clarkson                                                                                               | John Legend | Nick Jonas | Blake Shelton |
| 20    | Kenzie Wheeler Corey Ward Gihanna Zoë Zae Romeo                                                              | Victor Solomon Pia Renee Ryleigh Modig Zania Alaké                                                                              | Rachel Mac Dana Monique Jose Figueroa Jr. Devan Blake Jones Andrew Marshall                                       | Cam Anthony Jordan Matthew Young Pete Mroz Anna Grace                                                                 |
| 21    | Kelly Clarkson                                                                                               | John Legend | Ariana Grande | Blake Shelton |
| 21    | Girl Named Tom Hailey Mia Jeremy Rosado Gymani Katie Rae                                                     | Jershika Maple Joshua Vacanti Shadale Samuel Harness David Vogel                                                                | Jim & Sasha Allen Holly Forbes Ryleigh Plank Bella DeNapoli Vaughn Mugol Raquel Trinidad                          | Wendy Moten Paris Winningham Lana Scott Peedy Chavis Libianca                                                         |
| 22    | John Legend                                                                                                  | Gwen Stefani | Camila Cabello | Blake Shelton |
| 22    | Omar Jose Cardona Parijita Bastola Kim Cruse Sasha Hurtado                                                   | Justin Aaron Kique Alyssa Witrado Kevin Hawkins                                                                                 | Morgan Myles Devix Eric Who Kate Kalvach                                                                          | Bryce Leatherwood Bodie Brayden Lape Rowan Grace                                                                      |
| 23    | Kelly Clarkson                                                                                               | Chance the Rapper | Niall Horan | Blake Shelton |
| 23    | D.Smooth Holly Brand ALI Cait Martin Neil Salsich                                                            | Sorelle Ray Uriel Kala Banham Jamar Langley Manasseh Samone                                                                     | Gina Miles Ryley Tate Wilson Michael B. Ross Clayton Tasha Jessen                                                 | Grace West NOIVAS Rachel Christine Mary Kate Connor Kylee Dayne                                                       |
| 24    | John Legend                                                                                                  | Gwen Stefani | Niall Horan | Reba McEntire |
| 24    | Lila Forde Mac Royals Azán Kristen Brown Taylor Deneen Kaylee Shimizu                                        | Bias Tanner Massey Kara Tenae Rudi Stee Lennon VanderDoes                                                                       | Huntley Mara Justine Nini Iris Claudia B. Julia Roome Alexa Wildish                                               | Ruby Leigh Jacquie Roar Jordan Rainer Ms. Monét Noah Spencer Tom Nitti                                                |
| 25    | John Legend                                                                                                  | Dan + Shay | Chance the Rapper                                                                                                 | Reba McEntire |
| 25    | Bryan Oleson Nathan Chester Zoe Levert Kamalei Kawa'a Mafe                                                   | Karen Waldrup Madison Curbelo Tae Lewis Olivia Rubini Anya True                                                                 | Serenity Arce Maddi Jane Nadège RLetto Kyle Schuesler                                                             | Asher HaVon Josh Sanders L. Rodgers Justin & Jeremy Garcia Jackie Romeo                                               |
| 26    | Michael Bublé                                                                                                | Gwen Stefani | Reba McEntire | Snoop Dogg |
| 26    | Sofronio Vasquez Shye Jaukeem Fortson Sloane Simon Cameron Wright                                            | Sydney Sterlace Jan Dan Jose Luis Jake Tankersley Gabrielle Zabosky                                                             | Danny Joseph Adam Bohanan Katie O Edward Preble Lauren-Michael Sellers                                            | Jeremy Beloate Christina Eagle Mikaela Amira Aliyah Khaylyn Austyns Stancil                                           |
| 27    | John Legend                                                                                                  | Michael Bublé | Kelsea Ballerini                                                                                                  | Adam Levine |
| 27    | Renzo Bryson Battle Olivia Kuper Harris Bd.ii Ari Camille                                                    | Adam David Jadyn Cree Kaiya Hamilton Barry Jean Fontenot Angie Rey                                                              | Jaelen Johnson Iris Herrera Alanna Lynise Darius J. Tinika Wyatt                                                  | Lucia Flores-Wiseman Kolby Cordell Conor James Ethan Eckenroad Britton Moore                                          |
| 28    | Michael Bublé                                                                                                | Niall Horan | Reba McEntire | Snoop Dogg |